# Вайчиконис, Витаутас
Витаутас Вайчиконис (лит. Vytautas Vaičikonis; 30 июня 1980, Паневежис) — литовский гребец-байдарочник, выступал за сборную Литвы по гребле на байдарках и каноэ во второй половине 2000-х годов. Чемпион Европы, серебряный призёр чемпионата мира, победитель многих регат национального и международного значения.

## Биография
Витаутас Вайчиконис родился 30 июня 1980 года в городе Паневежисе Литовской ССР. Активно заниматься греблей начал в возрасте двенадцати лет, проходил подготовку под руководством тренера Вайдаса Щюки. Позже был подопечным таких специалистов как В. Вайтекунас, С. Разюнас, Р. Петруканецас.
Впервые заявил о себе в 1998 году, выиграв бронзовую медаль на чемпионате Европы среди юниоров. В дальнейшем неоднократно становился призёром молодёжных европейских и мировых первенств.
Первого серьёзного успеха на взрослом международном уровне добился в сезоне 2007 года, когда вошёл в основной состав литовской национальной сборной и побывал на чемпионате мира в немецком Дуйсбурге, откуда привёз награду серебряного достоинства, выигранную в зачёте одиночных байдарок на дистанции 200 метров — в финале на финише его опередил только представитель Германии Йонас Эмс.
В 2008 году Вайчиконис выступил на чемпионате Европы в Милане, где в одиночках на двухстах метрах обогнал всех своих соперников и завоевал тем самым золотую медаль.
Имеет высшее образование, окончил Каунасский технологический университет.